# Ve (arabischer Buchstabe)

Der Buchstabe in isolierter Form

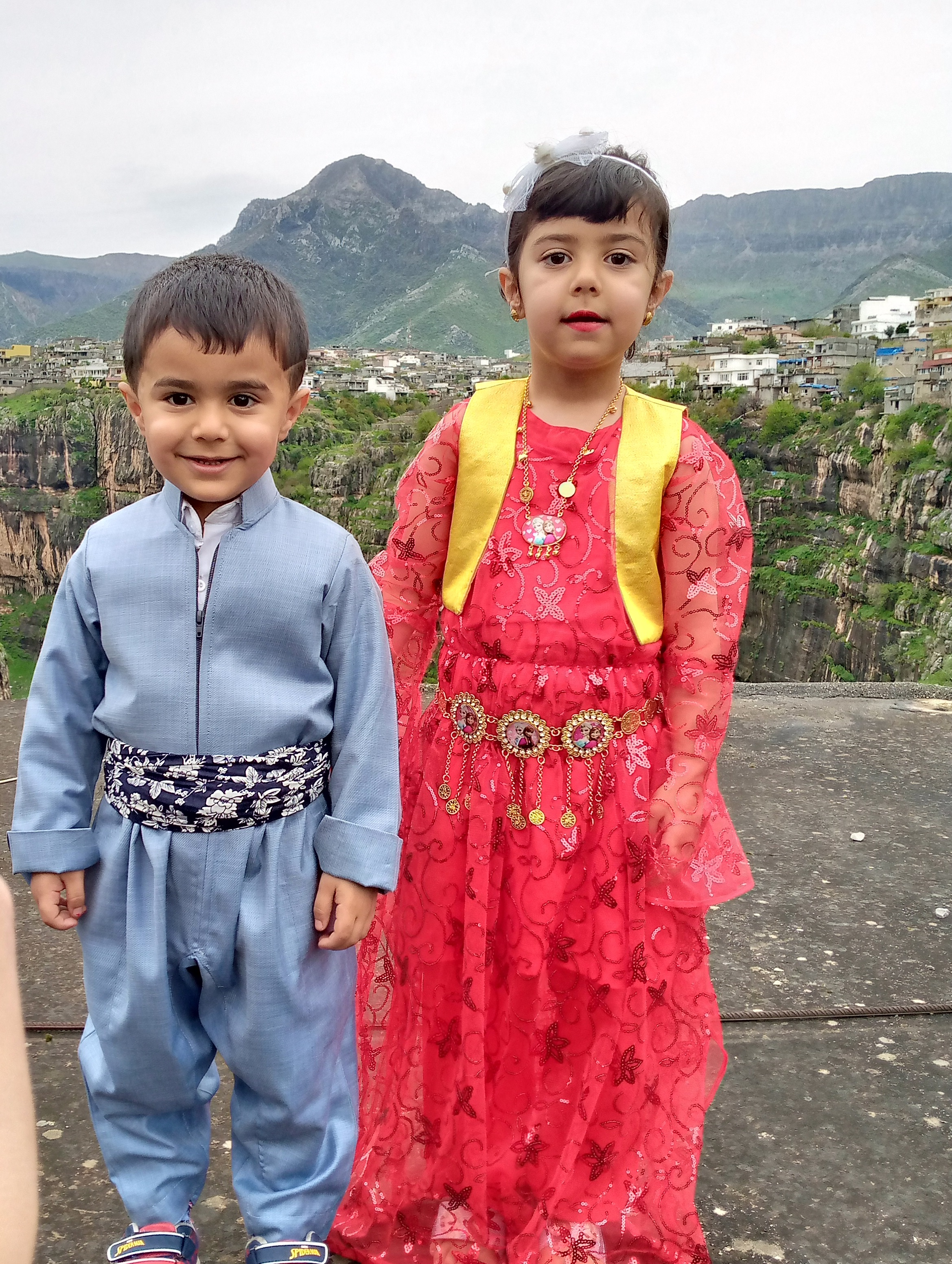
„varin und vewar“ aus dem irakischen Kurdistan ڤ‍ارين و ‍ڤ‍يوار من كردستان العراق

Ve (im Jawi Pa) ist ein arabischer Buchstabe, der in mehreren erweiterten arabischen Alphabeten, unter anderem Sorani-Kurdisch sowie dem Jawi-Alphabet der Malaiischen Sprache, genutzt wird. Der Buchstabe ist abgeleitet vom arabischen Buchstaben Fa (ف) durch die Hinzufügung von zwei weiteren Punkten.

## Aussprache [v]
Sein Lautwert im Arabischen und Kurdischen ist ein stimmhafter labiodentaler Frikativ (IPA: [v]). Obwohl der Buchstabe sowie sein Lautwert im arabischen Grundalphabet nicht vorkommen, wird er im Arabischen gelegentlich dazu verwendet, fremdsprachige Eigennamen zu transkribieren.

## Aussprache [p]
In der Jawischrift für das Malaiische repräsentiert dasselbe Zeichen davon abweichend einen stimmlosen bilabialen Plosiv (IPA: [p]). Im Arabischen wird zur Schreibung des p-Lautes in Fremdwörtern dagegen eine Abwandlung des Buchstabens Ba (ب) verwendet, mit drei Punkten statt einem unter dem Grundmorphem, also پ.

## Aussprache [g]
Das gleiche Grundmorphem wie der Buchstabe ف hat am Wortanfang und in Mittelstellung der Buchstabe Qāf (ق, stimmloser uvularer Plosiv q) mit zwei Punkten. Aus diesem Zusammenhang heraus verwendet man im Maghrebinischen Arabisch dasselbe Zeichen mit den drei Punkten gerne für den velaren stimmhaften Plosiv g, so bei der tunesischen Getränkemarke „Boga“ بوڤا.
| Unicode Codepoint | U+06A4            |
| Unicode-Name      | Arabic letter Veh |